# Melitopol
Melitopol (en ukrainien : Мелітополь ; en russe : Мелитополь ; nom basé sur le grec moderne : Μελιτόπολις - « ville de miel ») est une ville de l'oblast de Zaporijjia, en Ukraine, et le centre administratif du raïon de Melitopol. Sa population s'élève à 148 851 habitants en 2022.

## Géographie
Melitopol est située au sud-est de l'Ukraine, sur la rivière Molotchna, un affluent du liman de Molotchnyi, qui se jette dans la mer d'Azov. Elle se trouve à 106 km — 112 km par le chemin de fer et 117 km par la route — au sud de Zaporijia. Deux grandes routes européennes s'y croisent : E58 (Vienne – Kiev – Rostov-sur-le-Don) et E105 (Saint-Pétersbourg – Moscou – Kiev – Yalta). Melitopol se trouve également sur la ligne de chemin de fer internationale qui relie Saint-Pétersbourg, en Russie, à Simféropol, en Crimée. Elle est équipée d'une Base aérienne.

## Histoire
La ville a été fondée en 1784 par un décret de l'impératrice Catherine II. Jusqu'en 1816, elle s'appela Kyzyl-Jar, puis Novoalexandrovka. Le 7 janvier 1842, elle reçut le statut de ville et le nom de Melitopol, d'après le nom de la ville portuaire de Melita (du grec Μέλι, meli ou « miel »), qui était située à l'embouchure de la rivière Molotchna. À la fin de XIXe siècle, la ville était un centre important de commerce et possédait quelques industries (fonderie, fabrication de machines, ateliers du dépôt du chemin de fer, etc.). Au début du XXe siècle, on dénombrait 15 000 habitants à Melitopol pour une trentaine d’entreprises industrielles et 350 points de vente. En 1912, la population était passée à 25 000 habitants.
Pendant la Seconde Guerre mondiale, Melitopol fut occupée par l'armée allemande le 6 octobre 1941 et libérée par l'Armée rouge le 24 octobre 1943, après dix jours de durs combats. Pendant l'occupation allemande, les 2 000 habitants juifs restants furent assassinés par les Einsatzgruppen avec le soutien actif de la Wehrmacht.

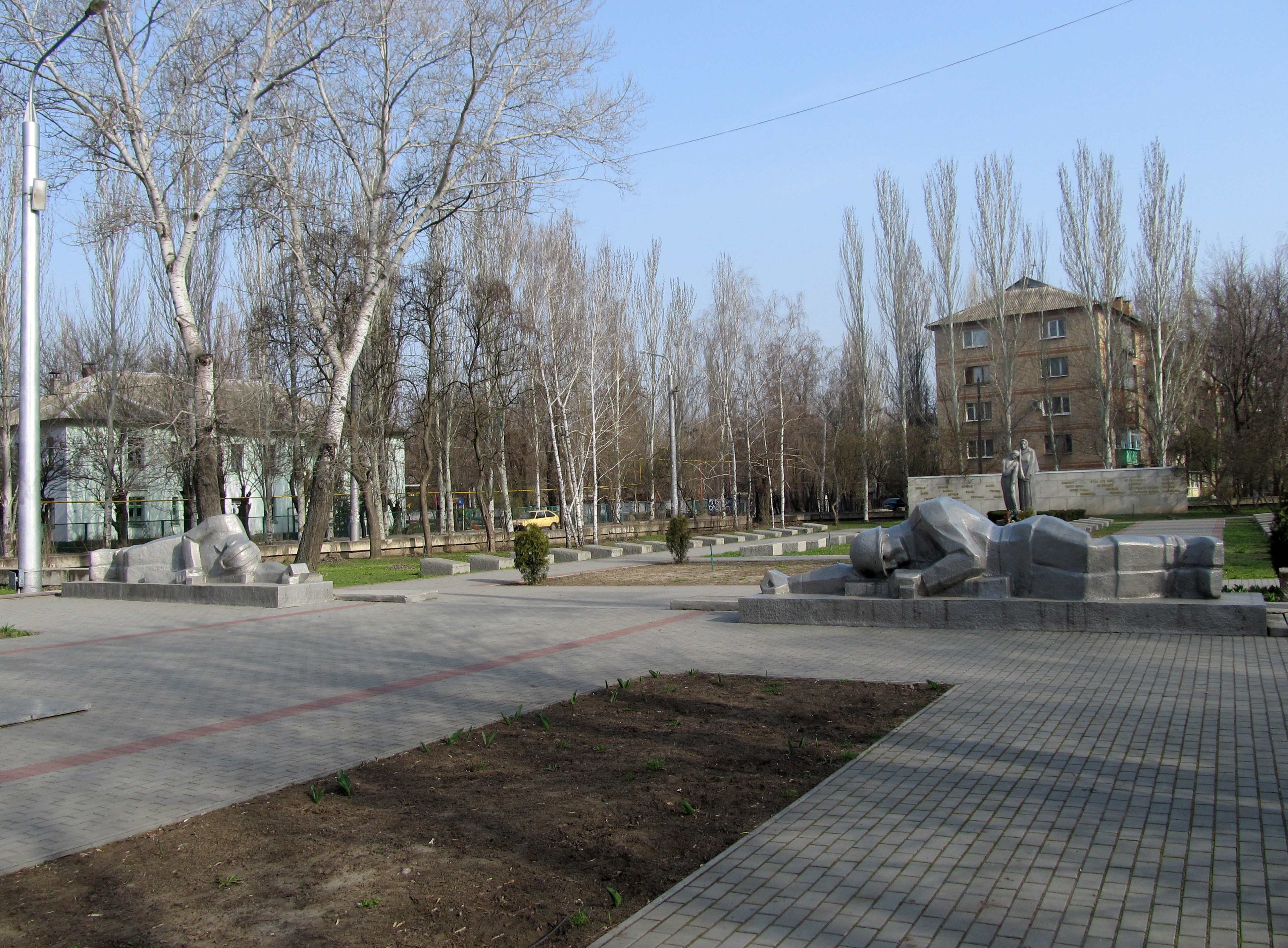
Mémorial de la Seconde Guerre mondiale.
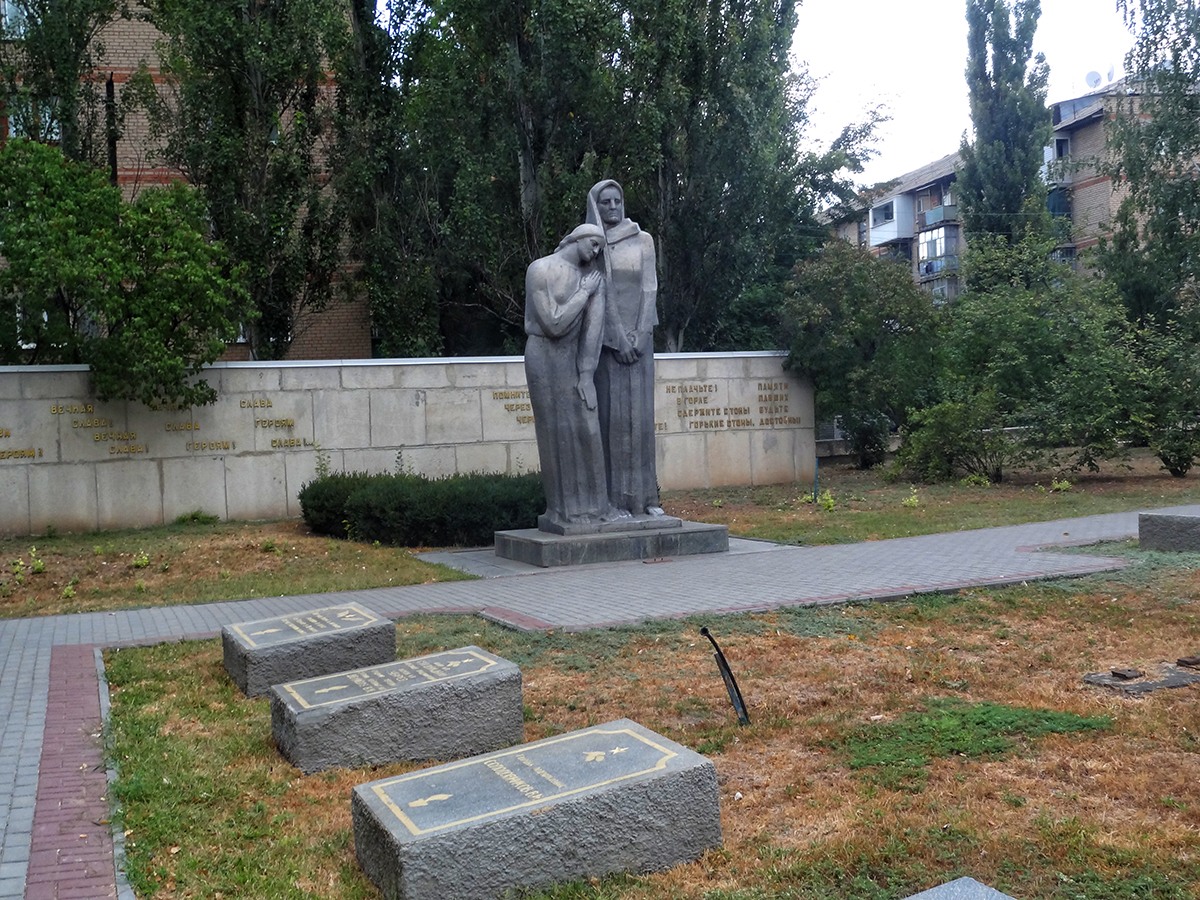
Mères en deuil, statues du cimetière classé[1].

Après la guerre, Melitopol connut une forte croissance économique liée surtout au développement de l'industrie. De nombreux logements furent construits et des espaces verts furent aménagés.

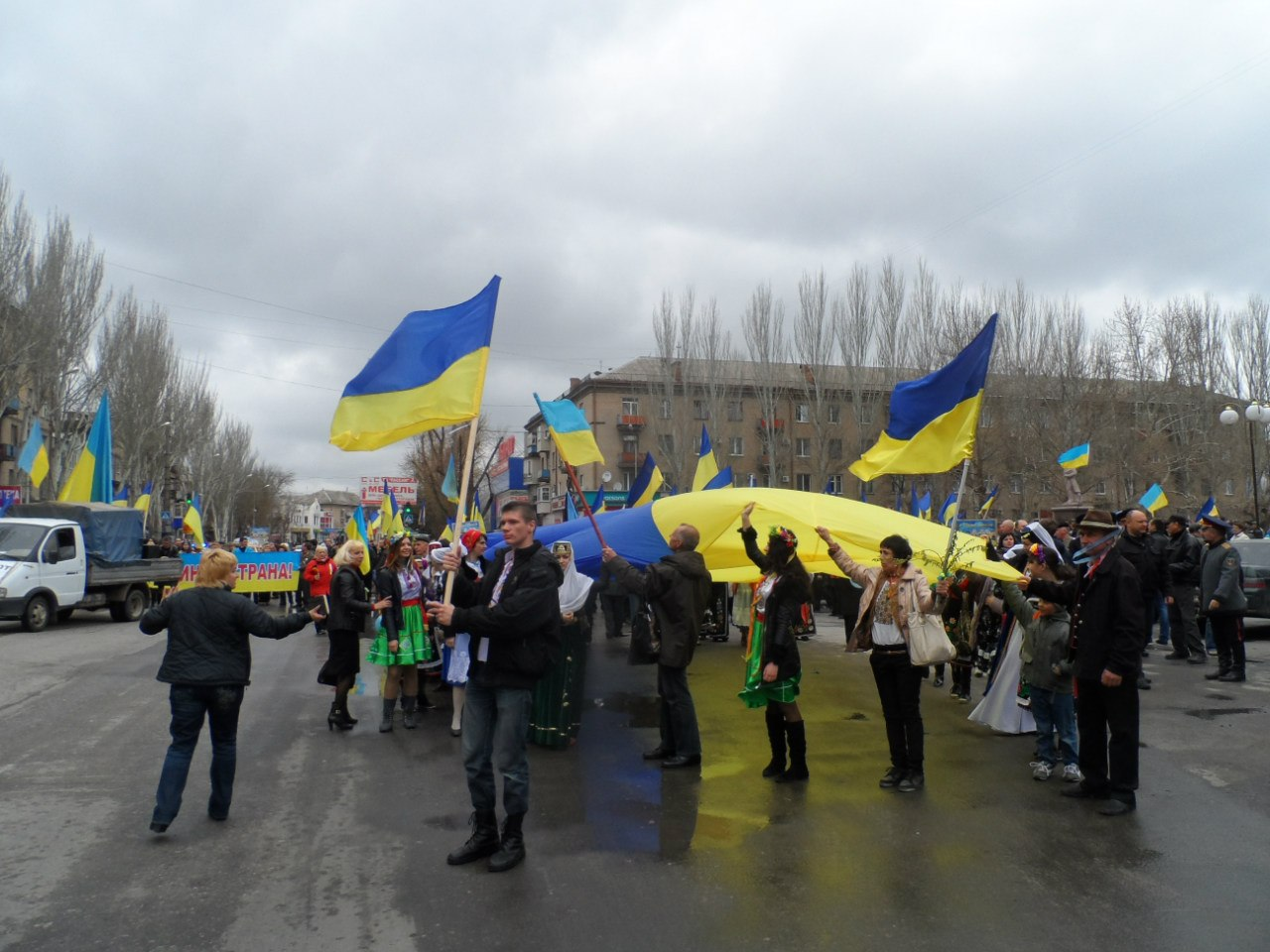
Melitopol : manifestation en faveur de l'Euromaïdan en 2014.
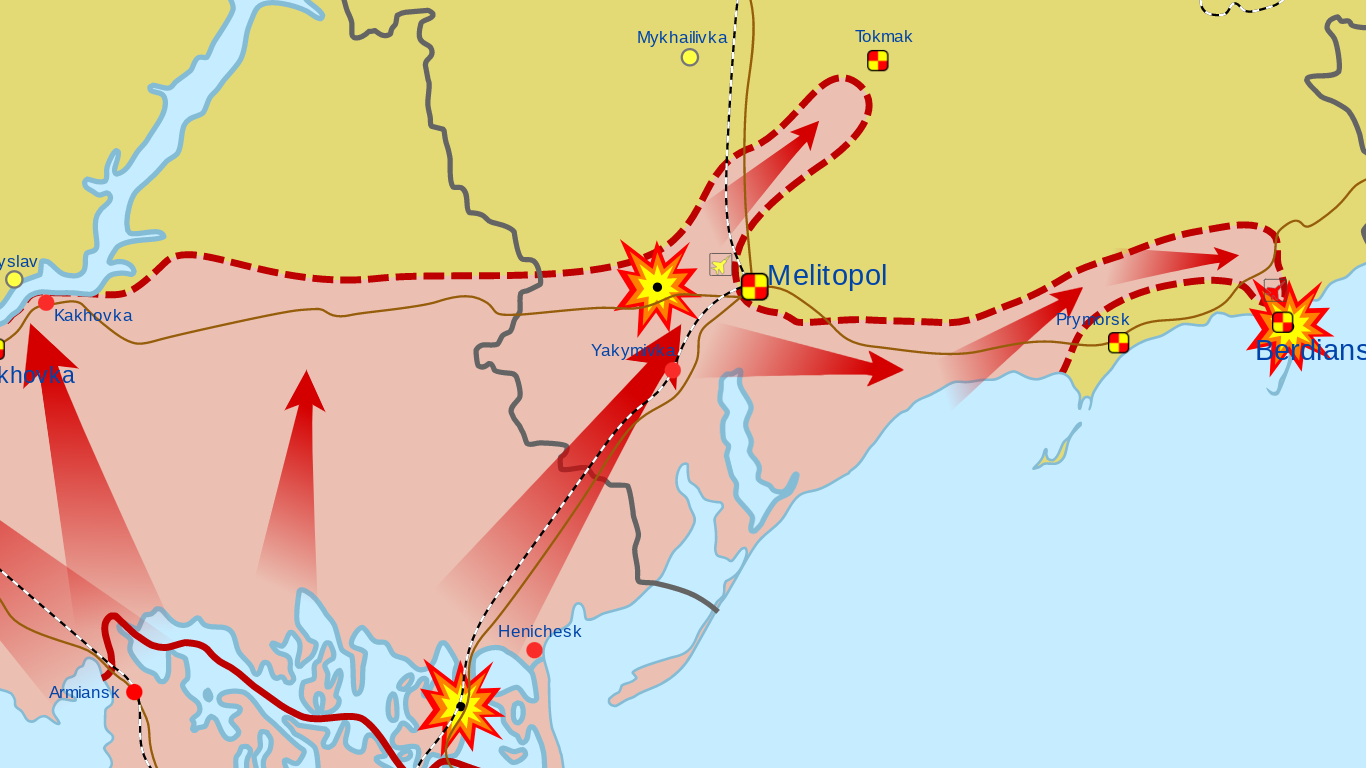
Carte de l'offensive russe vers Melitopol le 25 février 2022.

Durant l'invasion de l'Ukraine par la Russie, les forces russes sont entrées dans la ville le 24 février 2022 à 10 h 30 heure locale. Les autorités de la ville ont décidé un peu plus tard de ne pas résister pour éviter des dommages à la ville. Depuis l'occupation de la ville, les habitants de Melitopol se rassemblent chaque jour sur la place centrale, la place de la Victoire, face aux militaires russes, avec des drapeaux ukrainiens. Le 4 mars, les manifestants ont défilé dans le centre-ville en scandant « Occupants », « Fascistes », « Nous sommes le gouvernement ici » et « Gloire à l'Ukraine ! Gloire aux forces armées ! Gloire aux héros ! » puis ils ont entonné l'hymne national de l'Ukraine à plusieurs reprises. Le 11 mars, le maire de la ville, présent au centre de crise afin de s'occuper de questions d'approvisionnement, est enlevé par un commando russe. Il est libéré quelques jours plus tard. En août, un des responsables pro-russe censé préparer un référendum d’adhésion est victime d’un attentat et début septembre 2022, le bâtiment de Russie unie de la ville a été dynamité.
Le 13 décembre 2022, l'état-major général des forces armées ukrainiennes signale que les forces russes de Melitopol forcent les résidents à obtenir des passeports russes et à passer de la monnaie ukrainienne au rouble russe. Selon le rapport, les forces russes tentent également d'encourager les habitants à collaborer en augmentant l'aide aux retraités et en augmentant les salaires de ceux qui acceptent de travailler dans des institutions établies en Russie.

## Population
Recensements ou estimations de la population :
| 1897*  | 1923*  | 1926*  | 1939*  | 1959*  | 1970*   | 1979*   |
| ------ | ------ | ------ | ------ | ------ | ------- | ------- |
| 15 489 | 18 558 | 25 249 | 75 548 | 94 670 | 136 860 | 160 664 |

| 1989*   | 2001*   | 2011    | 2012    | 2013    | 2014    | 2015    |
| ------- | ------- | ------- | ------- | ------- | ------- | ------- |
| 173 385 | 167 655 | 157 141 | 156 885 | 156 984 | 156 889 | 156 523 |

| 2016    | 2017    | 2018    | 2019    | 2020    | 2021    | 2022    |
| ------- | ------- | ------- | ------- | ------- | ------- | ------- |
| 155 899 | 154 992 | 153 992 | 153 112 | 151 948 | 150 768 | 148 851 |

## Culture
En 2008, Melitopol est devenue membre du projet « Villes interculturelles » du Conseil de l'Europe. Elle est la seule ville ukrainienne à représenter le pays dans ce projet. Les pays européens sont intéressés par l'expérience de Melitopol, où les représentants de plus de 100 nationalités et groupes ethniques vivent ensemble en paix depuis plus d'un siècle. Melitopol porte avec fierté le titre de « capitale de l'Ukraine interculturelle ». Une association de sociétés culturelles nationales travaille activement dans la ville.
Le Parc d'horticulture irriguée de l'institut Sidorenko, parc Novooleksandrivskyi qui sont classés.

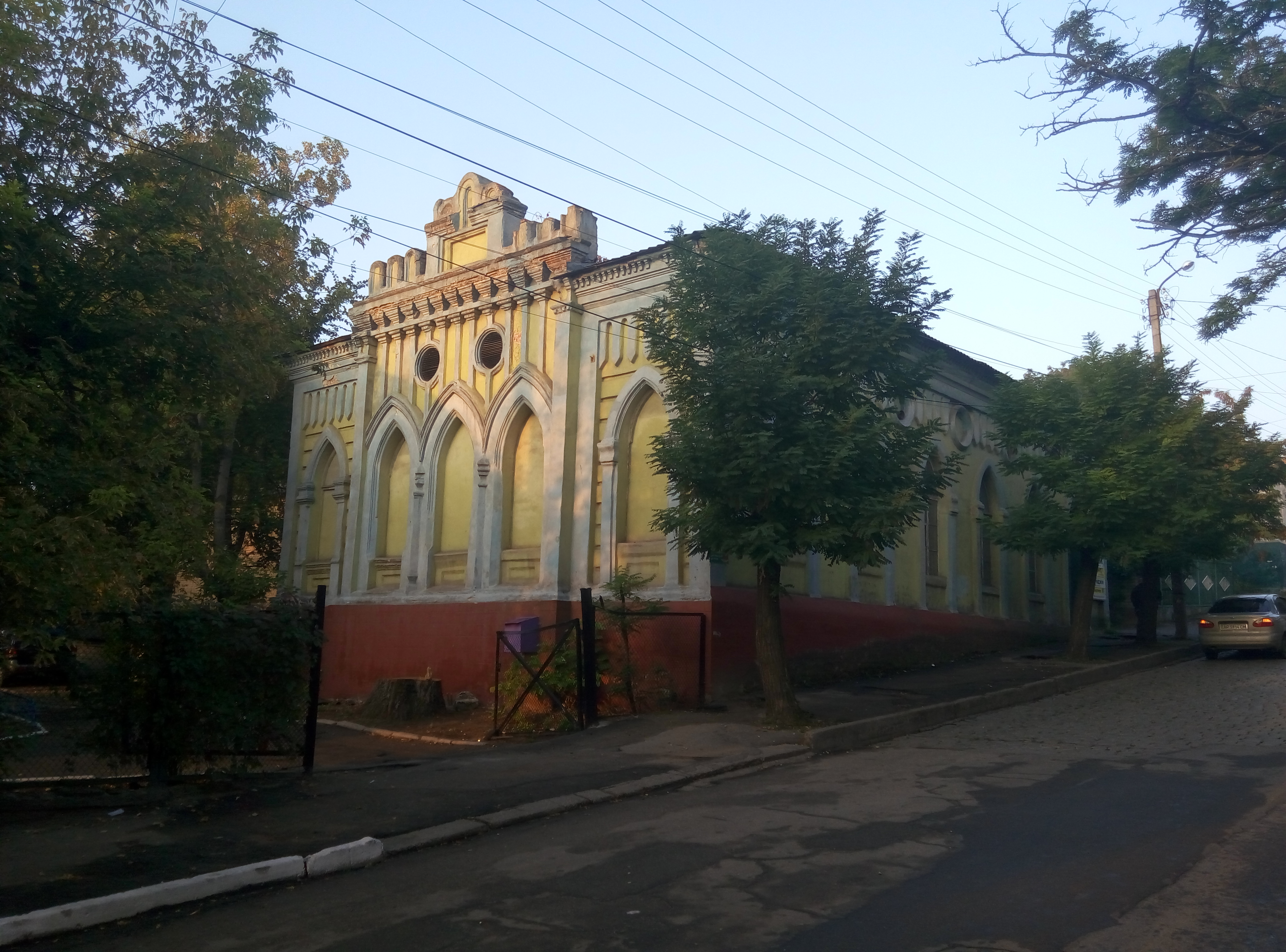
La synagogue, classée[11],
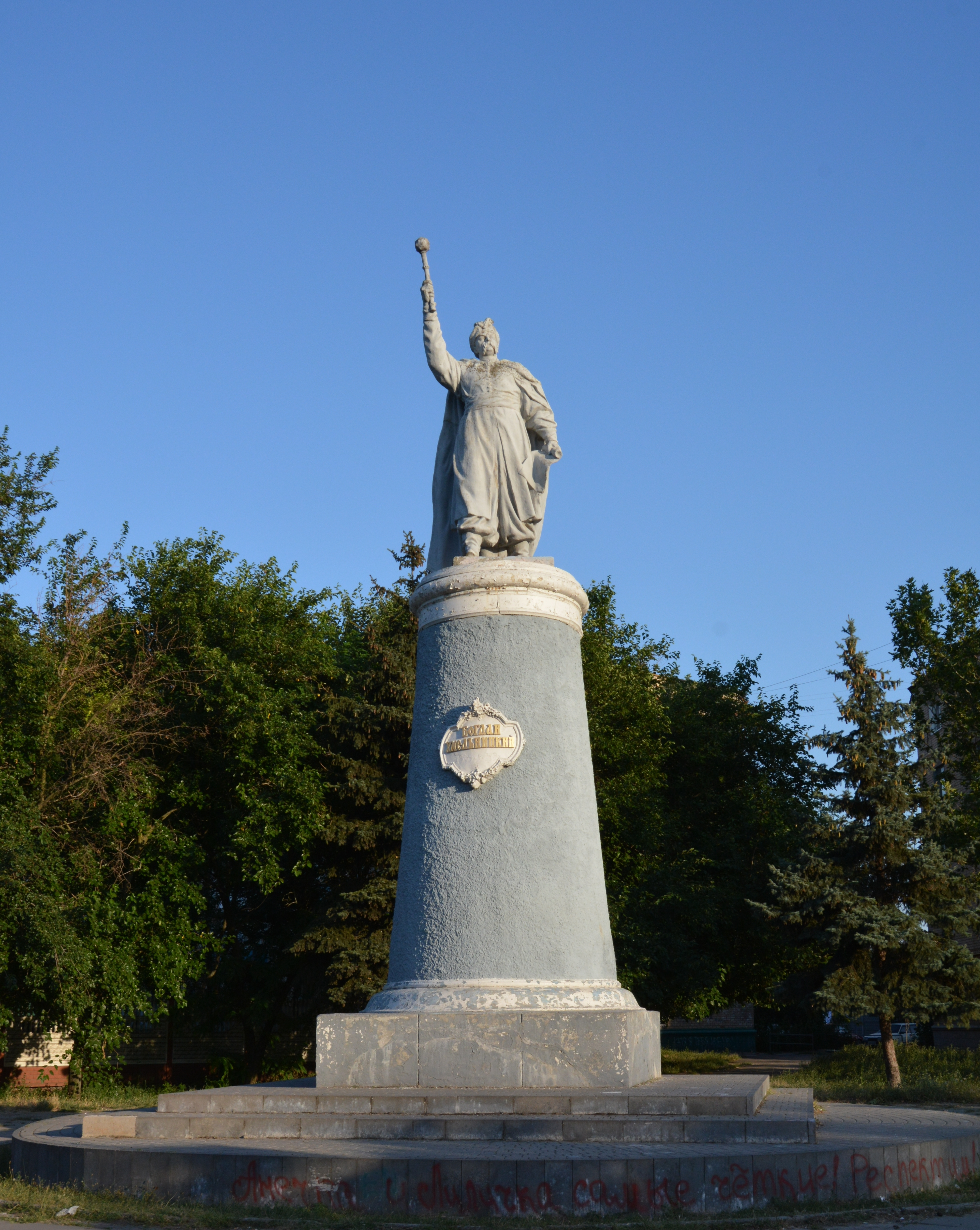
Le monument à Bogdan Khmelnitski, classé[12],
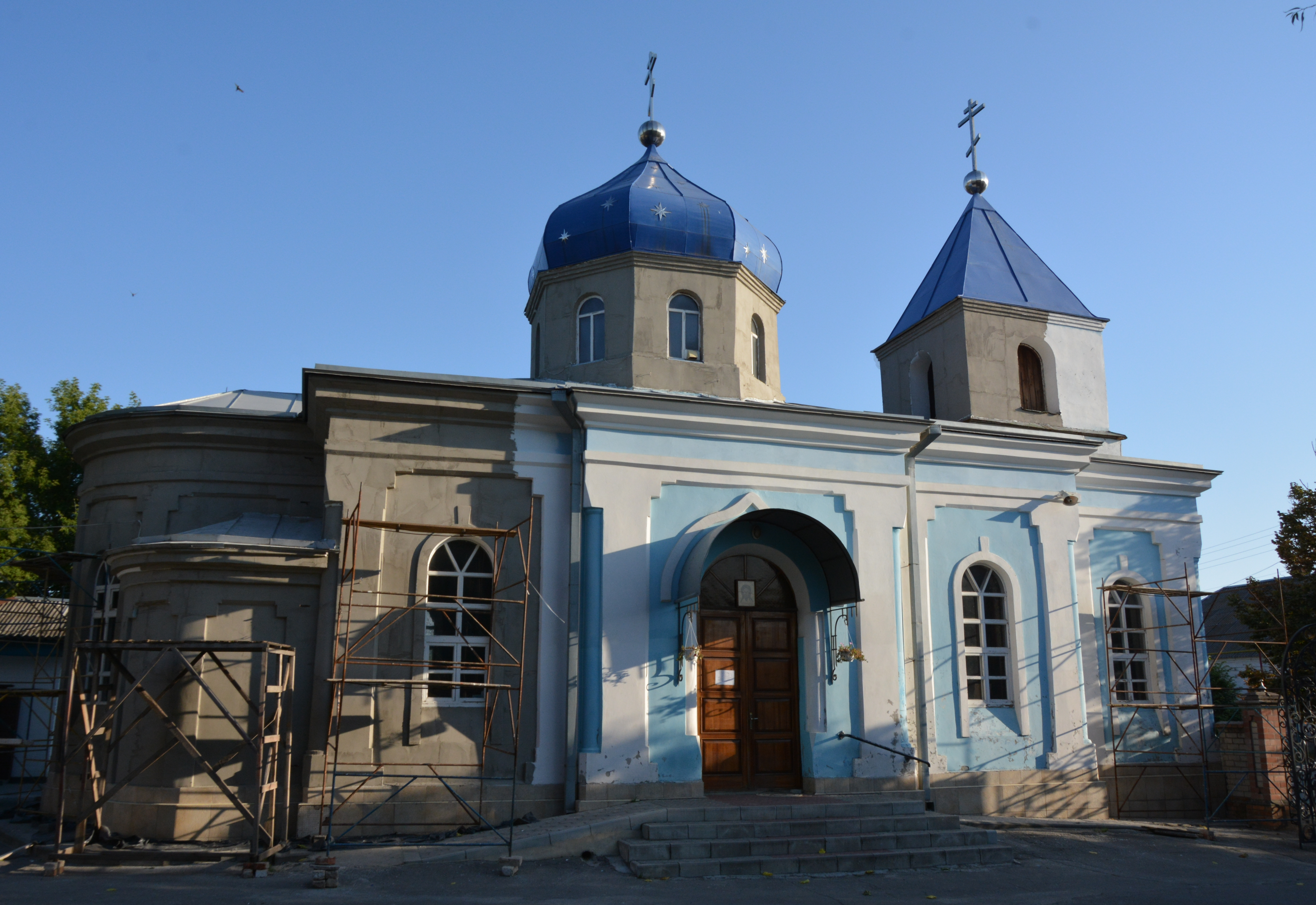
Vue de l'église Saint-Alexandre-Nevski, classée[13],
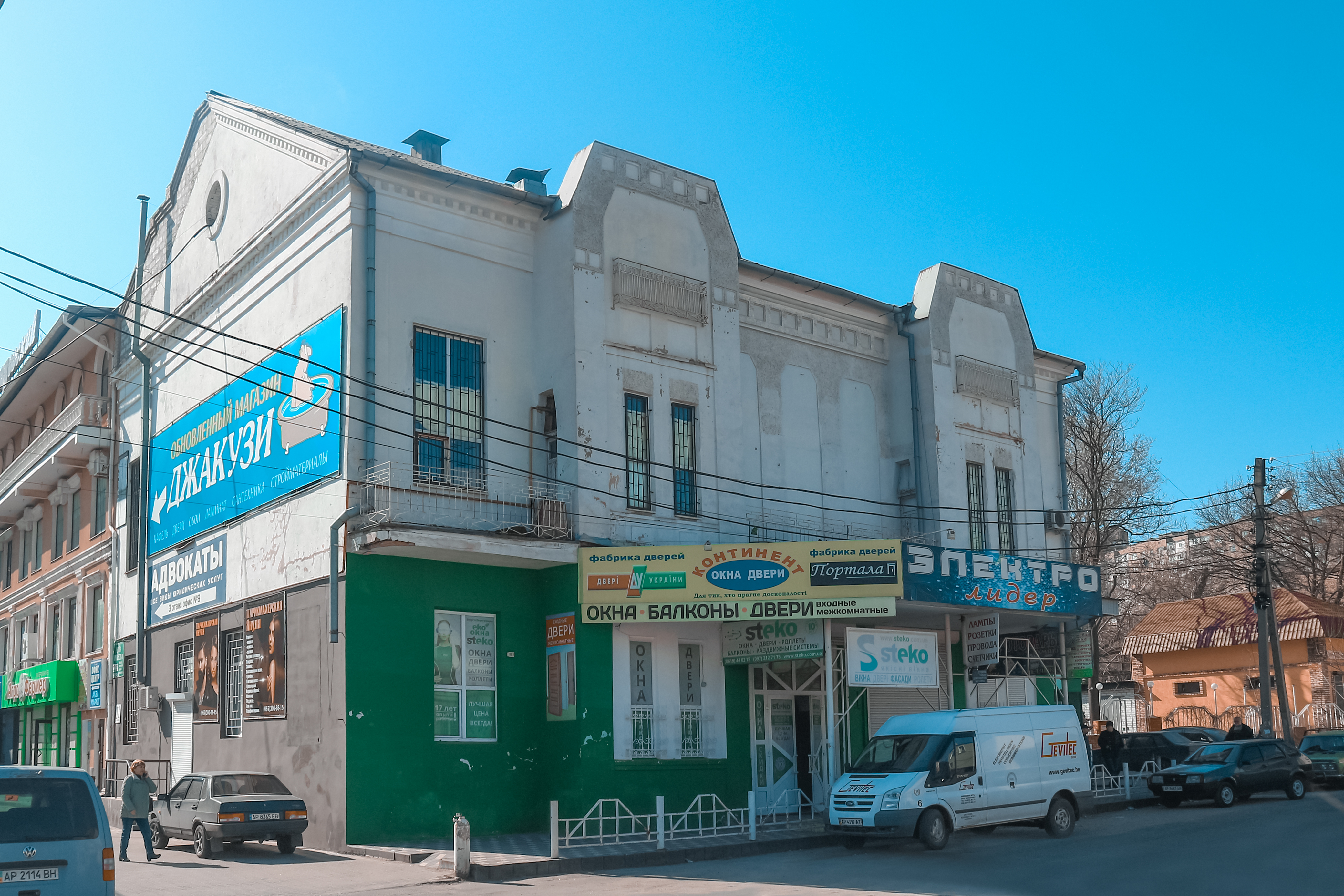
Le théâtre moderne, classé[14].

On trouve à Melitopol un musée d'histoire locale.

## Éducation
Deux universités d'État (pédagogie et agro-technologies), rassemblent plus de 10 000 étudiants issus des différentes régions d'Ukraine. Elles sont dotées de conseils de recherche qui délivrent des doctorats d’État.

## Économie
Avant 2022, Melitopol était un lieu en pleine croissance scientifique et industrielle dans le sud-est de l'Ukraine. Le développement dynamique de la ville repose essentiellement sur les industries d'ingénierie (conception et fabrication d’outils industriels, études de projet, réalisations techniques), qui ont reçu une nouvelle impulsion avec la création de plus de 100 nouvelles petites et moyennes entreprises, réunies dans le « Réseau Agroboom".
Les partenaires de ce réseau entrent en concurrence sur un pied d'égalité avec les grandes entreprises industrielles de fabrication de machines et exportent leurs produits à l'étranger : moteurs de voitures, chariots élévateurs, fonte et aluminium, compresseurs, pompes à chaleur, vannes et autres pièces pour la construction de véhicules automobiles et agricoles. C’est à Melitopol que se trouve l’unique usine de moteurs pour les voitures ukrainiennes (Lanos, Sens, Slavuta).
Les industries alimentaires et légères se sont également développées dans la ville : extraction d'huile, emballage de viande, tissage, boulangerie, confiserie, confection, etc. Melitopol possède une gare ferroviaire.

## Personnalités
- Mikhaïl Lifchitz, philosophe soviétique de l'art
- Zot Nekrasov (1907-1990), scientifique soviétique de l'industrie sidérurgique et académicien
- Pavel Soudoplatov (1907-1996), as de l'espionnage soviétique
- Maxime Stoïalov, acteur, réalisateur
- Grigori Tchoukhraï (1921-2001), cinéaste.
- Yevgeny Balitsky, gouverneur de l'oblast occupé.

## Jumelage
- Brive-la-Gaillarde (France)